# Гюнтер Фрідріх Фелінгер
Гюнтер Фрідріх Фелінгер (нім. Günther Friedrich Fehlinger ; (23 серпня 1968 , Лінц ) — австрійський економіст, консультант з питань управління та розвитку. Колишній генеральний секретар Союзу малих та середніх підприємств Європейської народної партії. Фелінгер є головою кількох неурядових організацій і лобістом, який виступає за розширення НАТО та Європейського Союзу Він також веде блог-подкаст Pax Europeana про Європейський Союз. Став відомий завдяки своїй проатлантичній активності в Twitter. Він є об'єктом ворожості через підбурювання до втручання в регіональні справи, неодноразові заклики до розчленування націй і антисербську позицію.
Гюнтер Фелінгер став відомий завдяки своїм політичним заявам щодо різних країн, зробленим ним від імені громадської організації «Європейського комітету з розвитку НАТО», неодноразові заклики до розчленування автократичних держав (зокрема Росії та Китаю) і антисербську позицію. Один із постійних спікерів Форуму Вільних Держав Постросії.

## Біографія
Гюнтер Фелінгер народився 23 серпня 1968 року в австрійському місті Лінц. Він відвідував середню школу Khevenhüller Gymnasium Linz з 1979 по 1988 роки, а потім служив у Збройних силах Австрії у званні старшого лейтенанта запасу (нім. Oberleutnant d. Reserve) з 1988 по 1989 рік.
У 1989—1998 роках Фелінгер здобув вищу освіту у Віденському університеті економіки та бізнесу де здобув ступінь магістра ступінь. в міжнародному бізнесі, спеціалізація в менеджменті та людських ресурсах.
З січня до червня 1997 року Фелінгер працював у Секретаріаті Європейського союзу демократів (англ. European Democrat Union), де був членом робочої групи «Стратегія забезпечення зайнятості» (Working Group "Strategy for Employment".
З вересня по жовтень 2000 року він працював у Програмі професійної підготовки Федерації австрійської промисловості.
З листопада 1998 по жовтень 2000 року він був у Департаменті навколишнього середовища UNICE від Європейського союзу роботодавців за підтримки Федерації австрійських промисловців " Industriellen Vereinigung " ..
У вересні-листопаді 2000 року працював помічником Пауля Рюбіга, євродепутата з питань малого та середнього бізнесу (МСП) і був співробітником австрійської християнсько-демократичної асоціації МСП "Österreichischer Virtschaftsbund".
З листопада 2000 по березень 2004 року Фелінгер був Генеральним секретарем Союзу МСП Європейської народної партії (ЄНП), у цьому статусі він взаємодіяв з діловими колами ЄС та США у створенні Європейського інституту підприємництва (European Enterprise Institute) та створював мережеве об'єднання для лібералізації торгівлі.
У 2001—2003 роках Фелінгер був редактором журналу The Entrepreneur.
У березні-червні 2004 року він координував виборчу кампанію Пауля Рюбіга до Європарламенту.
З липня 2004 року — Президент CFACT Europe — європейського відділення Комітету за конструктивне майбутнє (Committee for a Constructive Tomorrow).
З серпня 2004 року — Президент некомерційної організації "Europeans for Tax Reform".
З жовтня 2004 — Виконавчий директор Австрійської Austrian Manager Association.
Фелінгер цікавиться американською історією, південно-східним регіоном Європи, займається бігом та фітнесом.

## Політична діяльність
У Європейській народній партії Гюнтер Фелінгер якийсь час обіймав посаду генерального секретаря Союзу малих та середніх підприємств.
З 2005 року Гюнтер зосередив свою увагу на економічних реформах та політиці малого та середнього бізнесу в європейських країнах з перехідною економікою, головним чином у Косово, Албанії та Україні
Будучи прихильником розширення Європейського Союзу, Фелінгер у 2023 році є членом правління Групи дій з регіональної економічної інтеграції (англ. Action Group for Regional Economic Integration, AGREI) на Південних Балканах та координує мережу прихильників реформи податкової системи ЄС під назвою «Європейці за податкову реформу» (Europeans for Tax Reform). Він координує австрійський активізм «Так Україні в ЄС» (англ. Austrian Yes to Ukraine in EU) та підтримує в Австрії концепцію Асоційованого тріо.
У 2023 році Фелінгер робив політичні заяви від імені громадської організації «Європейський комітет з розвитку НАТО». У різних висловлюваннях він закликав розділити Бразилію на 4 частини, Вірменії вступити в НАТО, бомбити Белград силами НАТО, розділити країни БРІКС, «деколонізувати» Росію та Китай, розчленувати Ізраїль «в покарання за моральну нейтральність щодо російського геноциду українців».